# São-Franciscogors
De São-Franciscogors (Arremon franciscanus) is een zangvogel uit de familie Emberizidae (gorzen).

## Verspreiding en leefgebied
Deze soort is endemisch in het oostelijke deel van Centraal-Brazilië.